# 张建卫
张建卫（1968年6月—），男，中华人民共和国外交官，曾任中华人民共和国驻科威特国特命全权大使，现任中华人民共和国驻泰王国特命全权大使。

## 生平
张建卫曾任中共中央对外联络部三局（西亚北非局）副局长，后升任局长。2022年5月，出任中华人民共和国驻科威特大使。2025年6月，自驻科威特大使离任。7月，出任中华人民共和国驻泰国大使。

## 家庭
妻子：苗海燕